# Frontaal syndroom
Een frontaal syndroom, ook weleens pseudopsychopathie genoemd, is een vorm van hersenletsel die het gevolg kan zijn van een harde klap die de frontale kwabben te verwerken krijgen (bijvoorbeeld bij een val op het hoofd), van een herseninfarct of -tumor. Patiënten die hieraan lijden, krijgen moeite om de betekenis van hun handelingen en/of gedrag voor anderen en hun omgeving te beoordelen. Ze worden met name stuurloos en ongeremd, hebben zichzelf weinig of niet onder controle. Dit uit zich in progressief impulsief gedrag, een gebrek aan zelfbeheersing en vaak een veranderde, apathische persoonlijkheid.

## Kenmerkende verschijnselen
Mensen die een frontaal syndroom oplopen, hebben moeite zichzelf onder controle te houden doordat hun remmingen verminderd of zelfs totaal weg zijn. Ze kunnen zich grof gedragen of uiten, zonder daarvan de betekenis voor mensen in hun omgeving in te zien. Doordat ze op iedere impuls ingaan die zich aandient, zijn ze vaak wispelturig en onbetrouwbaar in hun acties.
De verschijnselen die optreden bij een frontaal syndroom zijn te verdelen in enerzijds veranderingen in de persoonlijkheid en anderzijds stoornissen in de cognitieve functies van de hersenen. Wat persoonlijkheidsveranderingen betreft kunnen extremen voorkomen van uiterst initiatiefloos en droevig tot overmatig energiek en onnatuurlijk vrolijk gedrag.
Problemen die optreden wat het cognitieve proces betreft zijn concentratie- en geheugenstoornissen. Hierdoor worden communicatie en informatieopname bemoeilijkt. Met name denkprocessen die uit meerdere stappen bestaan en doelgerichte handelingen vormen een probleem. Doorgaans ontwikkelt een patiënt een bepaalde vorm en volgorde van handelen waar hij/zij niet of zeer moeilijk vanaf te brengen is (dwangmatig gedrag). Frontaal syndroom tast de intelligentie niet aan.